# Ochtyrka
Ochtyrka (ukrainska: Охтирка lyssna (fil), ryska: Ахтырка) är en stad i Sumy oblast i norra Ukraina. Staden är belägen vid floderna Ochtyrka och Vorsklas sammanflöde. Ochtyrka beräknades ha 46 660 invånare i januari 2022.

## Historia
Ochtyrka grundades år 1641 och var administrativt centrum för Ochtyrkaregementet under åren 1655–1765. Området skadades svårt under kriget mellan Ryssland och Sverige under åren 1708–1709 och under kriget mellan Ryssland och Turkiet 1735–1739. I början av 1700-talet blev staden ett centrum för hantverk och industri och år 1718 etablerades den första tobakstillverkaren i Ukraina och i det Ryska kejsardömet.

## Ekonomi
Industrin i Ochtyrka består av maskintillverkning, petroleumindustri, lätt industri och livsmedelsindustri.

## Bildgalleri

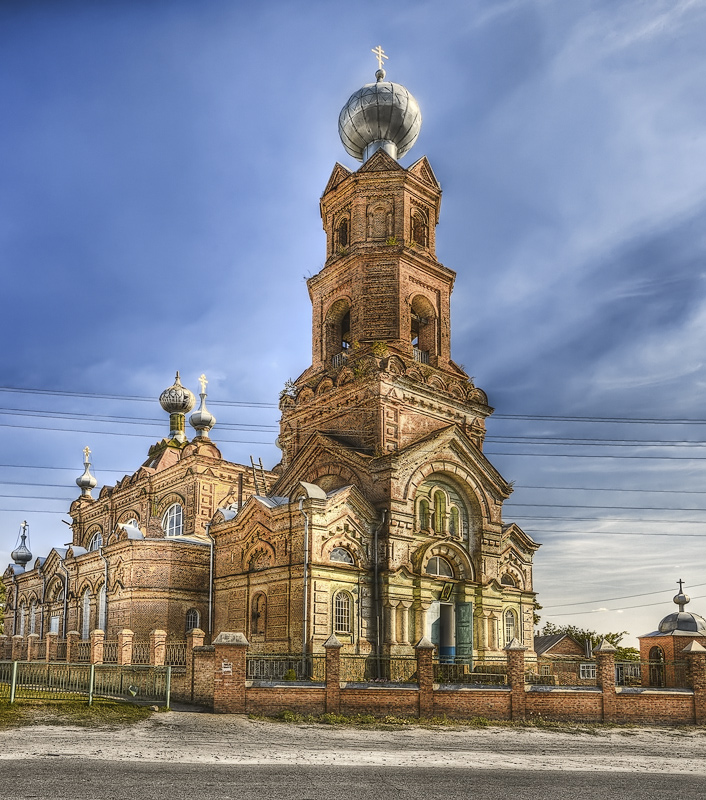
Sankt Mikaelskyrkan.
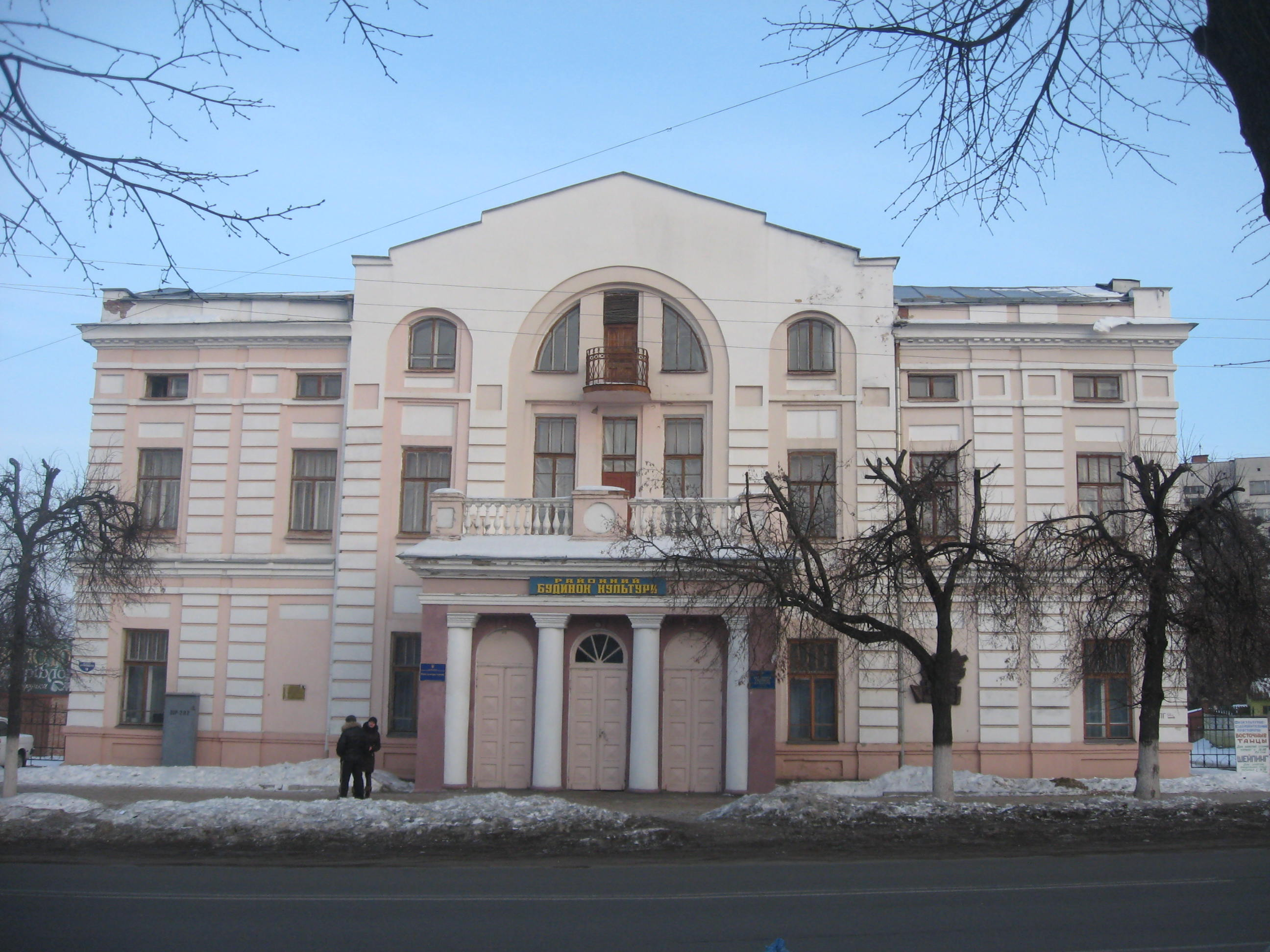
Kulturpalatset.
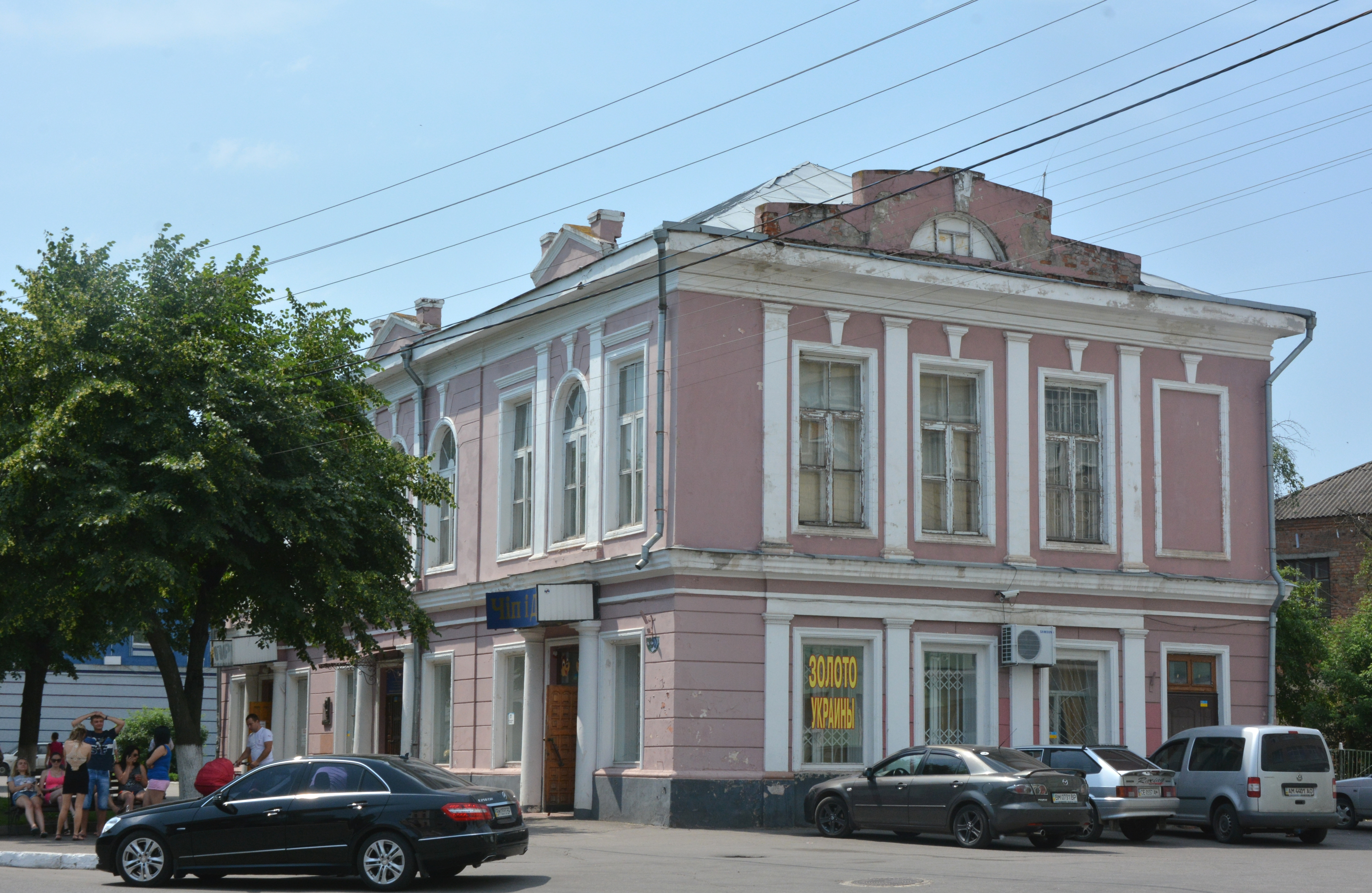
Stadsmuseet.
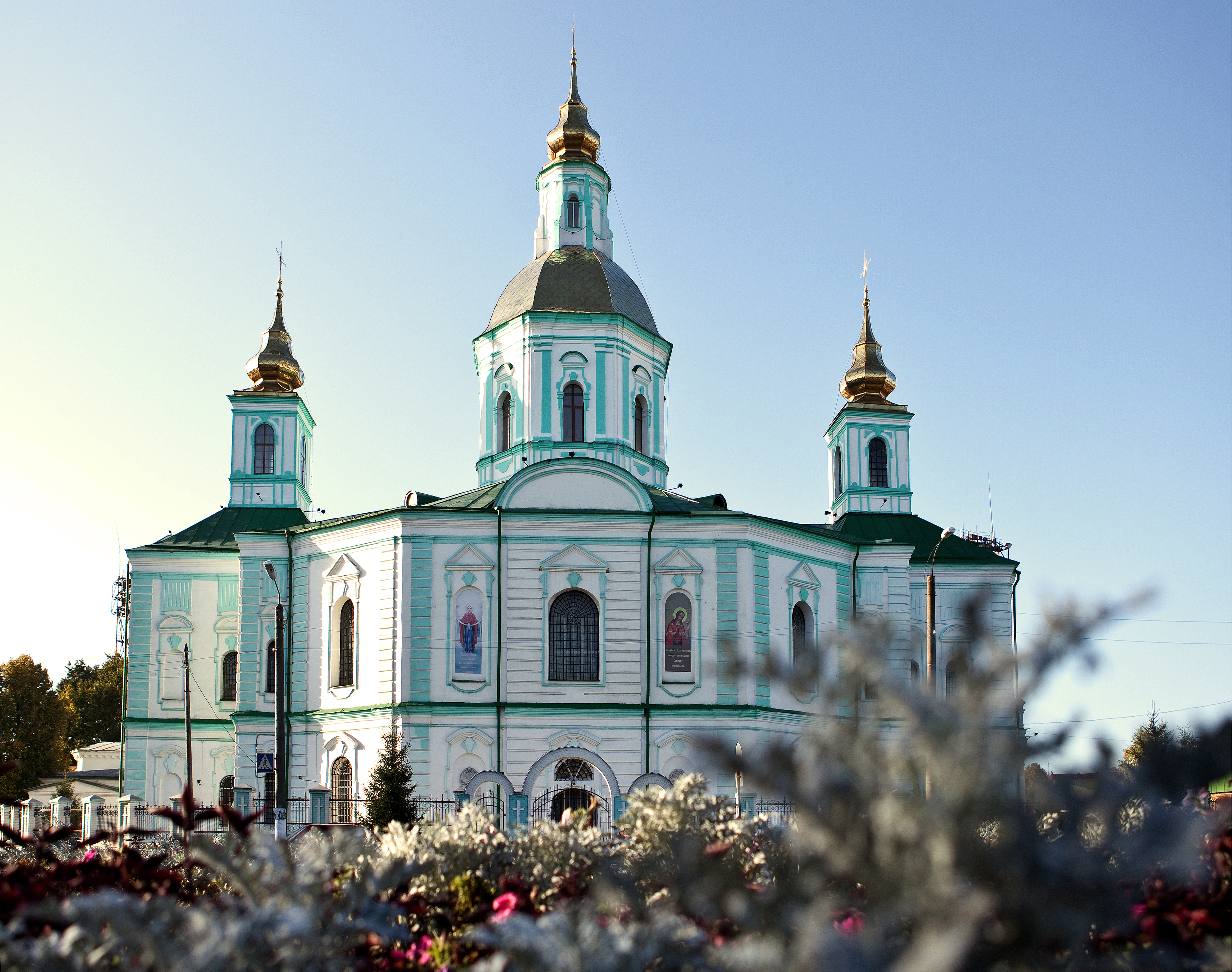
Heliga jungfrukatedralen.